# Dominik Reinhardt
Dominik Reinhardt (ur. 19 grudnia 1984 w Leverkusen) – niemiecki piłkarz występujący na pozycji prawego obrońcy.

## Kariera klubowa
Reinhardt pochodzi z rodziny piłkarskiej – jego ojciec Alois był reprezentantem kraju. Dominik pierwsze treningi podjął w Bayerze 04 Leverkusen, a w 1991 wyjechał z rodzicami do Monachium i grywał w juniorskiej drużynie Bayernu Monachium. Następnie w latach 1994–1999 trenował w TSV Höchstadt, a potem roku trafił do młodzieżowego zespołu 1. FC Nürnberg, a w 2002 został włączony do kadry pierwszego zespołu. 24 maja 2003 zadebiutował w ostatniej kolejce ligowej Bundesligi w przegranym 0:1 spotkaniu z Bayerem Leverkusen. Nürnberg spadł jednak z ligi. Sezon 2003/2004 Dominik spędził grając w 2. Bundeslidze, ale już po roku jego klub znów grał w pierwszej lidze. Po powrocie do ekstraklasy Reinhardt przez niemal dwa sezony był rezerwowym, ale w sezonie 2006/2007 wywalczył miejsce w wyjściowej jedenastce na prawej obronie. FCN w lidze straciło najmniej goli – 32, dzięki dobrej grze obrońców i zajęło w niej wysokie 6. miejsce. Reinhardt zdobył także Puchar Niemiec. W 2008 spadł z Nürnberg do drugiej ligi, a w 2009 roku powrócił do pierwszej.
W 2009 Reinhardt został wypożyczony do FC Augsburg, a latem 2010 został wykupiony przez ten klub.
| Sezon   | Klub           | Kraj   | Rozgrywki     | Mecze | Bramki |
| ------- | -------------- | ------ | ------------- | ----- | ------ |
| 2002/03 | 1. FC Nürnberg | Niemcy | Bundesliga    | 1     | 0      |
| 2003/04 | 1. FC Nürnberg | Niemcy | 2. Bundesliga | 10    | 0      |
| 2004/05 | 1. FC Nürnberg | Niemcy | Bundesliga    | 13    | 0      |
| 2005/06 | 1. FC Nürnberg | Niemcy | Bundesliga    | 24    | 1      |
| 2006/07 | 1. FC Nürnberg | Niemcy | Bundesliga    | 30    | 0      |
| 2007/08 | 1. FC Nürnberg | Niemcy | Bundesliga    | 25    | 0      |
| 2008/09 | 1. FC Nürnberg | Niemcy | 2. Bundesliga | 14    | 0      |
| 2009/10 | FC Augsburg    | Niemcy | 2. Bundesliga | 30    | 0      |
| 2010/11 | FC Augsburg    | Niemcy | 2. Bundesliga | 2     | 0      |
| 2011/12 | FC Augsburg    | Niemcy | Bundesliga    | 16    | 0      |
| 2012/13 | FC Augsburg    | Niemcy | Bundesliga    | 4     | 0      |
| 2012/13 | FC Augsburg II | Niemcy | Regionalliga  | 6     | 1      |
| 2013/14 | FC Augsburg    | Niemcy | Bundesliga    | 1     | 0      |
| 2013/14 | FC Augsburg II | Niemcy | Regionalliga  | 4     | 0      |
| 2014/15 | FC Augsburg II | Niemcy | Regionalliga  | 2     | 0      |
| 2015/16 | FC Augsburg II | Niemcy | Regionalliga  | 5     | 0      |
| 2016/17 | FC Augsburg II | Niemcy | Regionalliga  |       |        |

## Kariera reprezentacyjna
W sierpniu 2006 Reinhardt po raz pierwszy wystąpił w młodzieżowej reprezentacji Niemiec U-21 prowadzonej przez Dietera Eiltsa i do końca roku był jej podstawowym zawodnikiem.